# Astrachań (1897)
Statek parowy "Astrachań" (ros. Пароход "Астрахань") – rosyjski, a następnie radziecki statek
Został wybudowany w 1897 r. Był własnością Towarzystwa Kaspijskiego. Przewoził towary i pasażerów na Morzu Kaspijskim. Podczas wojny domowej w Rosji wszedł w skład floty wojennej Białych. Pełnił funkcję transportowca. Po jej zakończeniu przejęli go bolszewicy. Kiedy wojska niemieckie zaatakowały ZSRR 22 czerwca 1941 r., statek został na pocz. lipca tego roku zmobilizowany i uzbrojony w 1 działko 45 mm, 1 działko 20 mm i 4 karabiny maszynowe 11,43 mm. Wszedł w skład Flotylli Kaspijskiej jako okręt obrony przeciwlotniczej z oznaczeniem WN-5. Na pocz. października przekwalifikowano go na transportowiec. Na pocz. maja 1945 r. został zdemobilizowany i rozbrojony, powracając do Towarzystwa Kaspijskiego.